# 仿刺参
仿刺参（学名：Apostichopus japonicus）为刺参科仿刺参属的动物，俗称刺参、沙噀、灰刺参、灰参、海鼠。中国北方辽宁大连、山东沿海多产。多制成干品。现已开展人工养殖。

## 型態描述
体长20—40厘米。体柔软，呈圆筒形，色黑褐、黄褐或灰白。背面隆起，有4—6个大小不等排列不规则的圆锥形肉刺。腹面平坦，有三行管足密布。口位于前端，有20条总状围口触手。体壁内骨骼退化成微小骨片。喜生活于海底岩石下，或藻类丛间，作迟缓运动。有夏眠习性。水温过高或混浊时，常自肛门排出内脏，如环境适宜，2个月左右能再生。

## 分佈
分布于北太平洋区、包括俄罗斯、日本、朝鲜半岛沿岸以及中国大陆的辽宁、河北、山东、江苏等地，常见于波流静稳、海草繁茂和无淡水注入的港湾内以及底质为岩礁或硬底。该物种的模式产地在日本。

## 外部連結
- 維基物種上的相關：仿刺参